# Foreste montane di Knysna-Amatole
Le foreste montane di Knysna-Amatole sono un'ecoregione dell'ecozona afrotropicale, definita dal WWF (codice ecoregione: AT0115), situata nel sud del Sudafrica, nelle province del Capo Occidentale e Orientale.

## Territorio
È un'ecoregione di foresta pluviale con una superficie totale di 3100 km²; è formata da varie enclaves che ospitano le foreste afromontane più meridionali dell'Africa: la foresta di Knysna, lungo la costa, tra Mossel Bay e il fiume Krom, e la foresta dei monti Amatole, più a nord-est. Il clima è subtropicale. Piove durante tutto l'anno. Le precipitazioni annue oscillano tra 525 e 1220 mm nella foresta di Knysna, e tra 750 e 1500 mm sui monti Amatole.

## Flora
Tra gli alberi, di origine tropicale e afroalpina, figurano l'olivo del Capo (Olea capensis), l'alloro del Capo (Ocotea bullata), Afrocarpus falcatus (famiglia Podocarpacee), il podocarpo Podocarpus latifolius, l'agrifoglio africano (Ilex mitis), Apodytes dimidiata (famiglia Icacinacee), la rapanea (Rapanea melanophloeos), lo zafferano del Capo (Cassine peragua), Ochna arborea (famiglia Ocnacee), Curtisia dentata (famiglia Curtisiacee), il kamassi (Gonioma kamassi),  Platylophus trifoliatus e  Cunonia capensis (famiglia Cunoniacee).

## Fauna
Nella foresta di Knysna sopravvivono gli ultimi rappresentanti della popolazione più meridionale di elefante africano (Loxodonta africana). Altri grandi mammiferi, come il bufalo cafro (Syncerus caffer), sono invece scomparsi. La regione ospita cinque mammiferi in pericolo di estinzione: la procavia arboricola meridionale (Dendrohyrax arboreus), il cercopiteco dal diadema (Cercopithecus mitis), il cefalofo azzurro (Philantomba monticola), la talpa dorata gigante (Chrysospalax trevelyani) e il ratele (Mellivora capensis). Il toporagno Myosorex longicaudatus è quasi endemico di questa ecoregione. Tra gli uccelli, quasi endemici sono il turaco di Knysna (Tauraco corythaix), il frattarolo di Knysna (Bradypterus sylvaticus), il picchio di Knysna (Campethera notata), la cossifa corista (Cossypha dichroa) e il canarino di foresta (Crithagra scotops). Il camaleonte nano di Knysna (Bradypodion damaranum) è invece rigorosamente endemico.

## Conservazione

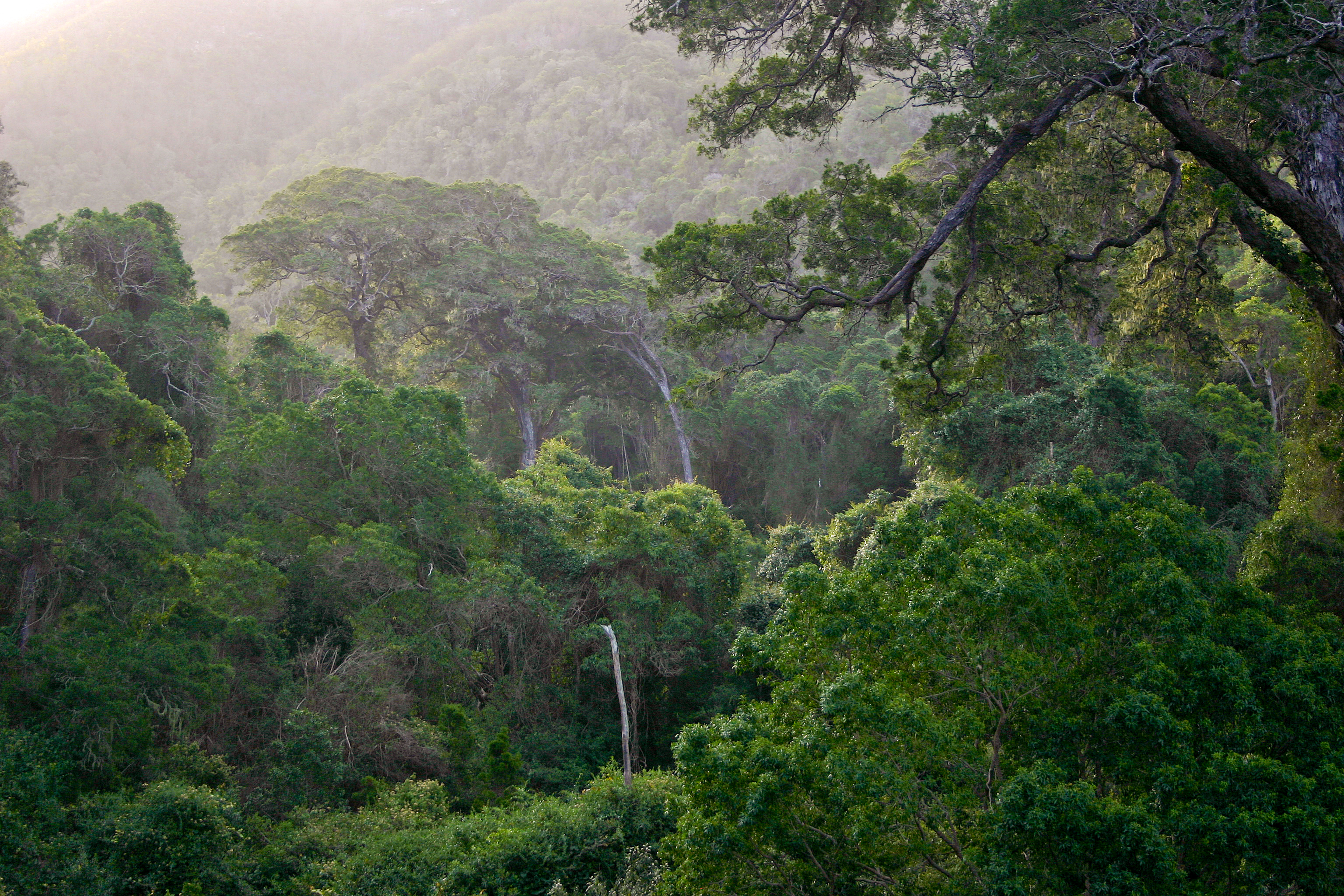
Afrocarpus falcatus nei pressi di Nature's Valley

Nonostante le dimensioni ridotte, queste sono le aree forestali più estese del Sudafrica e il legno dei loro alberi viene sfruttato fin dal XVIII secolo. Oggi sono aree protette, ma è ancora consentito il prelievo su piccola scala. La distruzione dell'habitat, le attività forestali e l'invasione di piante e animali esotici, come l'aggressiva formica argentina (Linepithema humile), minacciano la sopravvivenza della fauna e della flora locale. Nella foresta di Knysna, il 20% della superficie è inclusa all'interno di riserve naturali e parchi nazionali; sui monti Amatole, invece, è protetto il 90% del territorio.